# 救援投手

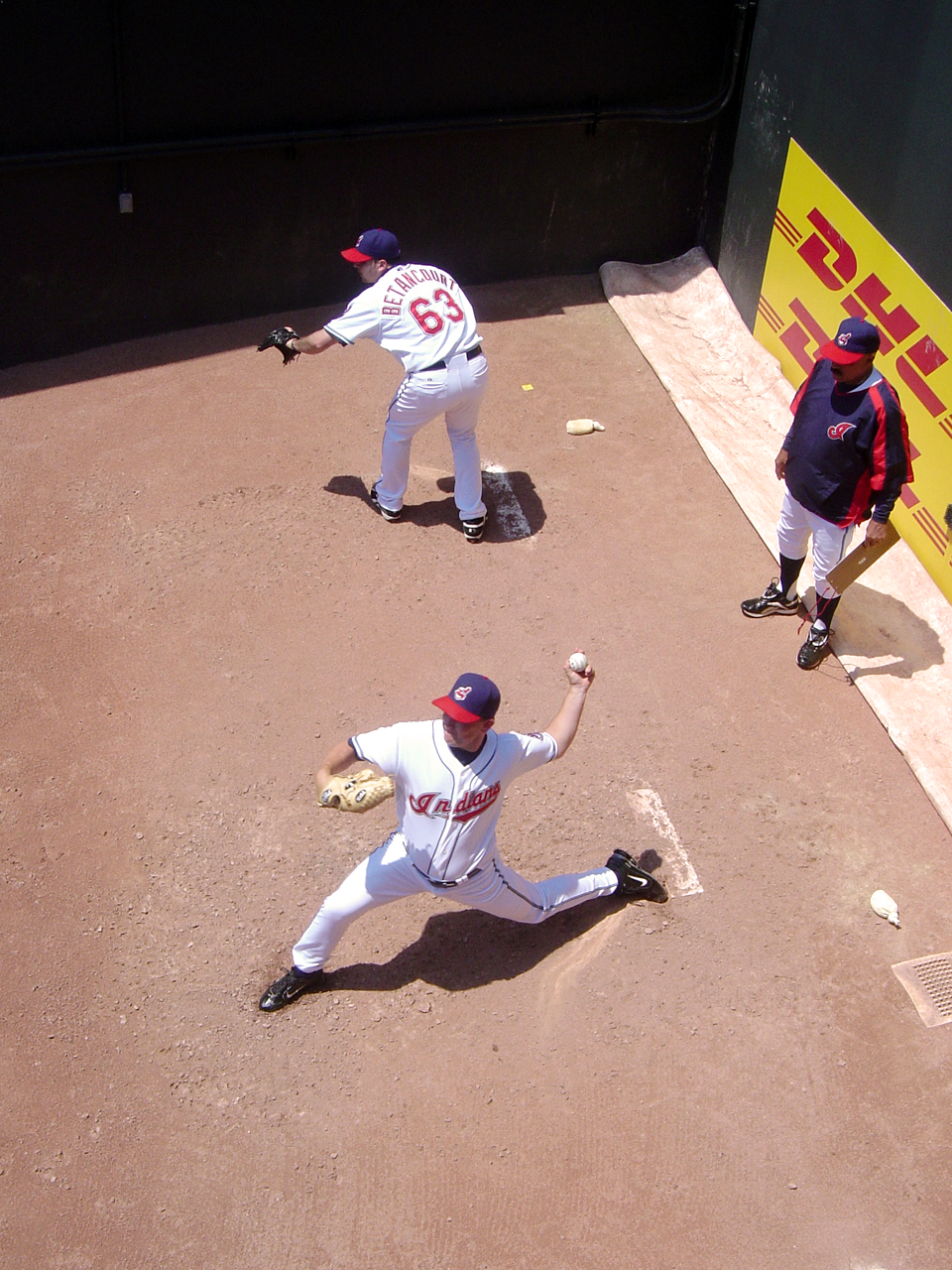
ブルペンで投球練習をする救援投手。画像左外側ではブルペン捕手が投球を受けている。

救援投手（きゅうえんとうしゅ）またはリリーフ投手（リリーフとうしゅ）は、野球やソフトボールの試合において先発投手の降板後に登板する投手のこと。英語ではリリーフ・ピッチャー（relief pitcher）またはリリーバー（reliever）という。救援投手は抑え投手、ワンポイントリリーフ、敗戦処理など複数の役割に分けられる。救援投手が登板することは救援（きゅうえん）、リリーフ（relief）または継投（けいとう）という。

## 概要
救援投手は、試合途中にブルペンで投球練習を行い、あらかじめ出番に備えたうえで登板する。チームによってベンチ入り登録される救援投手の人数は異なるが、日本プロ野球（以下NPB）の場合は6 - 8人ほどである。シーズンあたりの試合数が160試合以上になり、また原則として引き分けもないため長時間の試合になりやすいメジャーリーグベースボール（以下MLB）の場合は10人ほどがベンチ入りしている。先発投手が先発ローテーションに従い中4日以上の間隔を空けて登板するのに対し、救援投手は数試合連続登板することも多い。また、セ・リーグなど、DH制を導入していない試合では投球に専念し、打順の関係で攻撃時に打席が自分に回る際に代打を送り、お役御免となることがほとんどであるが、試合展開によってはそのまま打席に立ち、続投することもある。
野球関係者の間では「投手の肩は消耗品」という考えが根強く存在しているが、特に救援投手の場合はそれが顕著であるとされる。先述の通り、救援投手は基本的に連日登板することが多い上、結果的に登板しなかった試合においても常に出番に備えておくことが求められることから場合によっては1試合に複数回の投球練習を行うため、実質的に相当数の投球を繰り返すこととなる。加えて、より緊迫した局面での登板によって心身の疲弊が積み重なることもあって、最終的に選手生命に関わる大きな故障を引き起こしてしまい、若くして現役引退を余儀なくされる選手や短い実働年数で衰えを見せる選手が少なくない。
加えて、元来救援投手は規定投球回数を満たしにくいこともあり、その活躍度・貢献度を明確な数値として表すことは容易でなく、勝利数や奪三振数など伝統的に主要部門とされる投手記録では先発投手を上回ることが事実上不可能に近い。そのため、例えば日本では主に先発を務めていた投手が配置転換等で救援に回る際に「中継ぎ降格」などという表現される事もあるなど、救援を先発と比べて格下に見る傾向が根強い。
しかし「投手分業制」が確立された2000年代以降は、先発投手の完投が減少するに従って優秀な救援投手の存在がチームの勝率に与える影響も大きくなっている他、後述するように救援投手を表彰する各種タイトルも制定されるようになるなど、救援投手の貢献度を評価するための環境が整いつつある。
また、2010年代後半に入ると、日本の高校野球においても継投策を基本とした投手分業制による起用法が見られるようになり、特に、2022年夏優勝の仙台育英や。2024年春優勝の健大高崎、2025年春の横浜はいずれも「完投0」で大会を勝ち上がったことでも注目を集めた。

## 歴史

### MLB
フィラデルフィア・フィリーズ監督のエディ・ソイアーは投手のジム・コンスタンティーを1948年より救援専門で起用しはじめた。コンスタンティーは1950年に16勝7敗22セーブ、防御率2.66を記録する活躍を見せ、最優秀選手にも選ばれた。さらにフィリーズはこの年のナショナルリーグで優勝した。
こうした救援専門投手の登場により、MLBでは1960年に非公式ながら最も優秀な抑え投手を表彰するファイアマン賞が制定された。さらに1969年には最多セーブが公式タイトルに制定された。
1974年にはマイク・マーシャルが106試合登板・15勝21セーブの成績を残し、救援投手として初めてサイ・ヤング賞を獲得した。 
また、1976年にはローレイズ・リリーフマン賞、2005年にはDHL デリバリー・マン・オブ・ザ・イヤーという表彰がそれぞれ開始されていった。
1979年、ニューヨーク・ヤンキースは7、8回にロン・デービスを、9回にリッチ・ゴセージを登板させる継投パターンを確立した。この年14勝を挙げたデービスはセットアップマンの先駆となり、1981年には中継ぎ投手として史上初めてMLBオールスターゲームに選出された。
1986年にはジョン・デュワンとマイク・オドネルによってホールドという中継ぎ投手を評価するための指標が発明され、1999年から正式に集計が開始された。しかし、MLBの公式記録にはなっておらず、最多ホールドや最多ホールドポイントなどの公式表彰もされていない。
アメリカ野球殿堂入りを果たしている救援投手は、1985年のホイト・ウィルヘルムを皮切りに、ローリー・フィンガーズ（1992年）、デニス・エカーズリー（2004年）、ブルース・スーター（2006年）、リッチ・ゴセージ（2008年）、トレバー・ホフマン（2018年）、マリアノ・リベラ（2019年）の7人である。また、通算300セーブを達成した投手のことを「300セーブクラブ」と称することがある。

### NPB
NPBにおける救援投手の草分けは、1950年代を中心に救援勝利数で史上3位となる98勝を挙げた大毎の荒巻淳、1965年に20勝を挙げ「8時半の男」の異名をとった巨人の宮田征典（宮田の登板が大体この時間だったため）、同じく1965年に64試合に登板し、シーズンで挙げた18勝のうち17勝が救援勝利だった広島の龍憲一、「投手分業制」を体現して1966年から2年連続でオールスターゲームに出場した中日の板東英二が挙げられる。
1970年代までは、多くのエース投手がセーブポイントが付く場面での登板も含めて馬車馬のように投げていた（安田猛、新浦壽夫など。60年代以前は勝利投手#救援勝利記録を参照）。一方で初期の代表的な救援投手である南海ホークスの佐藤道郎や、中日ドラゴンズの鈴木孝政といった投手は、谷間先発やロング救援など「穴埋め」もこなしており、そのため最多セーブが先発投手につくことも、救援投手が規定投球回数に達することもあった（NPBでは1974年に最多セーブが公式タイトルに制定されたが、こうした起用法もあり1976年（パは1977年）-2004年まで最多セーブポイントを指標とする最優秀救援タイトルに変わっていた）。1979年の日本シリーズ第7戦での投球が『江夏の21球』として書籍化された江夏豊は、この年に、抑え投手として初のシーズンMVPを受賞した。
1980年代にはロッテの倉持明が、“一打サヨナラ負け”の大ピンチを5度に亘って凌ぎ、「炎のストッパー」と評された。1985年には中西清起が阪神タイガースの日本一に貢献、1987年には近鉄・石本貴昭がオール救援にて19勝の活躍。1988年には中日・郭源治が抑え投手としては2人目のMVPを受賞。同年はヤクルト・伊東昭光がオール救援にて最多勝タイトル（18勝9敗17S）を獲得した。
1990年代には長嶋茂雄が勝ちパターンの救援継投を「勝利の方程式」と命名して運用、1996年からは最優秀中継ぎ投手賞が制定された。この頃までは、救援投手が1試合に複数のイニングにまたがって登板する「イニングまたぎ」が少なくなかったが（2015年のインタビューにて与田剛が言及している）、近年では、イニングまたぎは批判の対象になることも少なくなく、「1イニング限定」及び「ワンポイント」が一般的になっていった。1998年、投手コーチを歴任した権藤博が監督を務め「中継ぎローテーション」ととも称される継投策を導入した横浜ベイスターズが日本一を達成、その中心的存在であり当時の流行語大賞にも選ばれた「ハマの大魔神」こと佐々木主浩が抑え投手として3人目となるMVP受賞。その後も佐々木のMLBにおける活躍が注目を集め、2003年には日本プロ野球名球会規則が改定される。通算250セーブ投手の入会が許可され、その時点で250セーブを達成していた佐々木（日米通算）と高津臣吾が入会した（2010年には岩瀬仁紀、2023年には平野佳寿も入会。また特例入会者として藤川球児と上原浩治がいる）。
救援の地位も徐々に向上しつつあった中で、2005年に、阪神監督の岡田彰布が、1試合での球数や投球イニング、キャッチボールや登板間隔まで細かく管理するような、MLBに多く見られる継投策を導入して投手分業制を確立しリーグ優勝を果たした。その中心となった勝利の方程式、「JFK」の3人（ジェフ・ウィリアムス、藤川球児、久保田智之）は長きにわたり好成績を残し、他球団も「SBM」の3人（攝津正、ブライアン・ファルケンボーグ、馬原孝浩）のようにそれに倣って投手分業制を推し進めたことにより、球界全体に投手分業制が浸透するに至った。2011年には中日の浅尾拓也が中継ぎ投手としては初のMVPを受賞している。21世紀にはNPB出身のリリーバーがMLBにも進出し、前掲の佐々木・高津のほか、大塚晶文や斎藤隆らが現地ファンに強い印象を残したほか、上原浩治は2013年のリーグCSにおけるMVP、かつ2013年のワールドシリーズの胴上げ投手となった。
中継ぎを称える指標であるホールドは、2005年に現行の規定が導入されたため、まだ歴史が浅いが、2014年に山口鉄也が、2016年に宮西尚生が、2017年に浅尾拓也がそれぞれ通算200ホールドを達成、また2021年には清水昇が年間50ホールドを達成している。

## 救援投手の種類

### 抑え
試合の最終盤に味方がリードあるいは相手ときわめて伯仲している場面で、最後に投げる投手を「抑え」（おさえ）あるいは「クローザー」（英：closerまたはclosing pitcher）という。「ストッパー」（現在は英語では使われない）と言うこともある。また、打たれ出して上がった小火を大炎上（＝大量失点）前に消し止めるという意味で「火消し」あるいは「ファイアマン（英：fireman=消防士の意）」と呼んだり、日本では自チームのリードを最後まで守り抜くという意味で「守護神」と呼ぶこともある。
通常は、延長に入っているかを問わず最終回で点差が3点までの状況において、1イニングもしくは裏の一死以後を投げ、相手チームに追いつかれずに試合を終了させる役割を負う。それまでは原則として先発や中継ぎが投げるが、試合展開によっては抑え投手がイニングまたぎで登板する場合もある。また、監督が先発に完投勝利を付けさせたい場合は出番がない事もある。相手の反撃を抑え、チームを勝利へ導くポジションである抑えはチーム内でもっとも信頼の高い救援投手が任される役割である。
相手チームからランナーが出ている状態では、たとえ凡打であっても犠牲フライや進塁打などによって打点を許してしまえばリードを奪われる可能性がある。そのため抑えには奪三振率の高さが求められる事になる。
1試合あたりの出場イニング数が少ない一方、登板試合数が多くなりがちなため、スタミナよりも回復力と安定性、そして立ち上がりの良さが要求される。試合終盤には、例えば味方チームが8回裏に逆転したり、あるいは9回裏に追いつかれそうになるなどの緊急の起用をほぼ毎試合想定する必要がある。
また何よりも重要な場面で投げるためメンタルの部分も重要である。プレッシャーに耐え、
失点で負けても、ミスを引きずらない切り替えの早さも求められる。
チームの戦術によっては抑えの役割を1人に固定せず、2人以上の抑えを起用する場合がある。その場合は、登板間隔や相手打者が右か左かなどで誰が抑えを務めるかは変化し、日本では2人の場合は「ダブルストッパー」（和製英語）と呼び、アメリカでは2人以上の場合には「クローザーバイコミッティー」（closer by committee=委員会によるクローザー）と呼ぶ。
評価の指標には、登板数、防御率、勝利数のほか、セーブが用いられる（かつてはセーブポイントという記録も存在した）。防御率に関しては、失点を許せない場面で起用されることが多いため、他の投手よりも低い数字が求められる。

### 中継ぎ
先発投手と抑えの投手の間を担当する投手を「中継ぎ」（なかつぎ）または、「ミドルリリーフピッチャー」（middle relief pitcher）と呼ぶ。抑えと違って味方がリードしている時だけでなく同点やリードされている場合にも登板する。特に実力のある中継ぎの事を「中継ぎエース」と呼び、リードを許している時や勝ち負けに関係なく大量点差が開いた場面で登板する投手とは区別される。巨人→西武で中継ぎエースを歴任した鹿取義隆はこの分野のパイオニア的存在であり、藤田元司・王貞治両監督による酷使か否かも含めて、当時議論を巻き起こした。
評価の指標には登板数や防御率、勝利数のほか、ホールドやホールドポイントが用いられる（かつてはリリーフポイントという記録も存在した）。2024年に史上初の400ホールドを達成した宮西尚生がレコードホルダーとして代表格だが、ホールド記録が確立する以前には岩瀬仁紀が1999年から15シーズンにわたり年間50試合登板以上の登板を続け、鉄腕ぶりが話題となった。（2004年シーズンからは抑えに転向。）

#### セットアッパー
試合終盤のリード時または同点時に原則登板する中継ぎを日本では特に「セットアッパー」（和製英語）、アメリカでは「セットアップピッチャー」（setup pitcher）または「セットアップマン」（setup man）と呼ぶ。文字の通り先発投手から抑え投手までの間を繋ぎ(主に8回を投げる投手を指す)、抑えと同等の力量を持つ投手が起用される。

#### ワンポイントリリーフ
打者1人ないし2人など限定した場面で登板する投手を「ワンポイントリリーフ」（和製英語）、「ショートリリーフ」（short relief）、または「スポットリリーバー」（spot reliever）と呼ぶ。特に“左打者は左投手を打ちにくい”とされるセオリーに基づいて、しばしばピンチのときに左打者を抑えるために起用される左投げのワンポイントリリーフを日本では「左殺し」（ひだりごろし）「左キラー」（ひだりキラー）「左のスペシャリスト」（ひだりのスペシャリスト）、アメリカでは「レフトハンデッドスペシャリスト」（left handed specialist）「LOOGY」（Lefty One-Out GuY）などと呼ぶ。
NPBでこの役割の先駆けとなったのは1970年代後半から1980年代に西武などで活躍した永射保である。また、阪神の遠山奬志は松井秀喜に対して勝負強く、「松井キラー」と呼ばれた。当時の監督・野村克也は遠山をすぐに降板させず、右打者に強い葛西稔をマウンドに上げて遠山を一塁手に回し、右打者を抑えた後に登場する左打者に対し再度遠山を投手、一塁手を葛西に、という変則的な戦法を用いた事がある。2000年代以後では、小林正人（中日）、星野智樹（西武など）が長きにわたり「左のワンポイント」として活躍した。
なお、少数の打者と対峙することを主任務とするワンポイントリリーフの投球イニングは多くの場合1/3もしくは2/3イニングで、四死球や安打などで出塁を許した場合には1アウトも取らない0/3イニングで降板することも珍しくない（ルール上、一旦登板したら最低1人の打者と勝負しなければ降板出来ないため）。後続の救援投手が打たれ、出塁を許した走者が得点し負けた場合は敗戦投手となり、更に取られた点が自責点として加算され防御率が跳ね上がってしまう。一方、交代前の投手が出塁を許した走者が得点しても自責点としては記録されず、負けても敗戦投手にはならないため、ピンチの場面において活躍を期待されることの多いワンポイントリリーフを防御率や勝敗だけで評価することは難しい。1投球回辺り何人の走者を出したかの数値であるWHIPがワンポイントリリーフの評価に適している。
なお、メジャーリーグでは選手会との合意で、2020年以降は投手が「打者3人と対戦する」あるいは「そのイニングの3アウト目を取るまで投げる」ことを義務付けることとなり、ワンポイントの起用は困難となる。NPBではこのルールについて2020年シーズン終了後に検討していくと発表された。これに対する反響として、張本勲は2019年12月22日放送分の『サンデーモーニング』で「いいことです。左打者が出たら左投手が出て1人だけ投げてひっこむ？これは、いいことではないです」と評価した。一方、前述の通り「左のワンポイント」としてプレー経験のある遠山は、「いろんな個性が出てきて、それに魅了される人がいる。みんな同じではおもしろくないと思うんです」と述べ、戦術を狭めるのは野球の面白みを削ぐとして批判的に論じている。

#### ロングリリーフ・便利屋
負傷や危険球退場や大量失点のノックアウトやオープナーという理由で先発投手が早い回で降板した場合などに登板し、おおむね2〜3イニング以上を投げ続ける救援投手を特に「ロングリリーフ」と呼ぶ。近年はいわゆる「イニングまたぎ」での起用が難しくなっている傾向にあることから、先発に対応できるほどのスタミナを持つ投手などがこの役割を担う傾向が強い。また、先発ローテーション投手が登板間隔調整などの理由でロング救援をすると「第二先発」（だいにせんぱつ）と呼ばれる。ポストシーズンなどの短期決戦では先発投手が余るため、第二先発はよく用いられる。かつては新浦壽夫が2年連続で最優秀防御率タイトルを受賞、また福間納、盛田幸妃らも受賞している。
また、チーム事情に応じて、先発と救援の両方に対応できる投手を「便利屋」（べんりや）と呼ぶことがある。主な投手として、牧田和久、西村健太朗、山井大介、増井浩俊などが挙げられる。かつては大野豊、佐々岡真司がこの役割に近く、通算記録として「100勝100セーブ」を上回っているほか、ヤクルトV1を達成したエースの松岡弘、タフで知られる下柳剛（主としてダイエー、日本ハム時代）もこの役割を中心に息の長い現役生活を過ごした。木田優夫においては日本球界在籍4球団（巨人、オリックス、ヤクルト、日本ハム）でシーズン通して先発・救援での登板を経験している。

#### 敗戦処理
先発もしくは先に登板した救援投手が打ち込まれ、相手に大量のリードを許した時に登板する救援投手のことを日本では「敗戦処理」（はいせんしょり）、アメリカでは後始末をする清掃員という意味から「モップアップマン」（mop up man）と呼ぶ。

敗戦処理という言葉にも表れているように、ベンチが半ば試合をあきらめた場面で起用される。したがって、連日の起用によって登板過多になりやすい中継ぎや抑えを温存するため、やや格の落ちる投手が起用される。なお、このような投手は大量リードの試合でも同様の理由で使われることも多い。また、延長戦やダブルヘッダー後半などで投手を使い切ってしまった場合などでは、野手が起用されることもあり、2015年10月4日のマーリンズ対フィリーズではイチローが登板したのが例である。引き分け規定がなく勝敗が決まるまで深夜に及んでもプレーが続けられることもめずらしくないMLBでは、このようなケースはしばしば見受けられる。なお、MLBでは、2023年からルールが変更され「延長戦を除き、リードしているチームなら9回で10点差以上、リードされているチームなら8点差以上離れていないと野手が登板できない」というルールが制定されている。
NPBでも2020年8月6日の阪神甲子園球場で行われた阪神タイガース対読売ジャイアンツで阪神11点リードの8回裏1アウトから巨人の内野手増田大輝が登板した（結果は0.2回3人1四球無失点）。
プレッシャーの比較的かからない状態で投げることができるので、若手投手のテストの場としたり、故障明けや登板間隔の開いた投手を調整目的で登板させることもある。敗戦処理であっても好投すれば次回から先発や接戦での中継ぎに起用されるようになる場合もあり、幸い打線の援護を受けてチームが逆転すれば勝利投手に輝くこともある。
しかし千葉ロッテマリーンズなどで監督を経験したボビー・バレンタインは、敗戦処理を任されて打ちこまれた若手投手が自信を喪失してしまう可能性を考慮し、もっぱらベテラン投手に敗戦処理を任せていた（小宮山悟がその代表格であるが、小宮山は、接戦や同点の展開で起用されることも多かった）。名球会投手の堀内恒夫や工藤公康らも、現役晩年にはこの起用に応えていた。